# АЭС Михама
АЭС Михама (яп. 美浜発電所) — одна из старейших атомных электростанций в Японии.
Станция расположена на западе японского острова Хонсю на побережье Японского моря в городе Михама (префектура Фукуи), в 320 км к западу от Токио.
Строительство АЭС Михама началось еще в 1967 году. Всего было построено три реактора типа PWR, мощностью 340 МВт, 500 МВт и 826 МВт соответственно. Первые два реактора было решено остановить в 2015 году, так что текущая мощность АЭС Михама составляет 826 МВт.
После аварии на АЭС Фукусима-1 в марте 2011 года были остановлены все атомные реакторы Японии. После этого неоднократно поднимался вопрос о перезапуске многих реакторов. Однако многие реакторы уже практически выработали свой срок и тратить средств на повышение безопасности их работы нецелесообразно. В результате в 2015 году было принято решение об остановке первого и второго реакторов АЭС Михама. Эксплуатацию третьего реактора, напротив, решено возобновить после ряда мероприятий по повышению безопасности, которые будут проведены к марту 2020 года.
В июне 2021 года третий блок стал первым перезапущенным в стране из проработавших более 40 лет и остановленных после аварии на АЭС «Фукусима-1». Однако в октябре он был снова остановлен, так как было признано, что компания-оператор к установленному сроку не завершила необходимые работы по модернизации инфраструктуры, призванной защищать станцию от террористических актов. 30 августа 2022 года блок был снова перезапущен, а в сентябре, после завершения проверок системы безопасности и окончания периода тестовой работы, передан в коммерческую эксплуатацию.

## Инциденты
2 сентября 1991 года сломалась одна из трубок парогенератора. В результате сработала система аварийного охлаждения реактора. Тем не менее, незначительное количество радиоактивных веществ вышли за его пределы.
17 мая 2003 года также случилась поломка парогенераторов на втором реакторе, однако на этот раз утечки радиации удалось избежать.
9 августа 2004 года в 15 часов 30 минут по местному времени на АЭС Михама, на третьем энергоблоке – самом новом на станции – мощностью 826 МВт произошел прорыв трубы парогенератора. В результате поступления раскаленного пара, температура которого составляла от 150 до 200 градусов по Цельсию, погибли четыре человека, еще 18 получили ожоги, один из которых впоследствии умер в больнице. Всего в здании третьего энергоблока в этот момент находились около двухсот человек. Согласно заявлению правительства Японии выброса радиации при этом не произошло, так как мгновенно сработала система остановки реактора. Однако многие ученые ставят этот факт под сомнение. Впоследствии была обнаружена халатность руководства и сотрудников АЭС. К примеру, турбина третьего реактора в момент разрыва трубы парогенератора не имела достаточного количества охлажденной воды. Стены трубы парогенератора утончились в результате многолетней коррозии, что не было обнаружено при плановых ремонтах реактора. Как выяснилось, прорвавшаяся труба не проверялась с 1996 года, хотя за год до аварии руководство станции было предупреждено о ее возможном износе в связи с возрастом трубы. По заявлению менеджеров компании проверка трубы была назначена на 14 августа 2004 года.
После случившейся трагедии на АЭС Михама были проведены внеочередные проверки на всех объектах атомной энергетики Японии. Сам третий реактор на АЭС Михама был запущен в январе 2007 года, после внесения изменений и получения разрешения от руководства префектуры Фукуи. Авария на АЭС Михама стала серьезным инцидентом, на уровне с авариями на французской АЭС Сен-Лоран и японском заводе Токаймура. Однако официально этому событию был присвоен лишь первый уровень опасности по шкале ядерных аварий INES.

## Информация об энергоблоках
| Энергоблок | Тип реакторов   | Мощность | Мощность | Начало строительства | Физпуск    | Подключение к сети | Ввод в эксплуатацию | Закрытие   |
| Энергоблок | Тип реакторов   | Чистый   | Брутто   | Начало строительства | Физпуск    | Подключение к сети | Ввод в эксплуатацию | Закрытие   |
| ---------- | --------------- | -------- | -------- | -------------------- | ---------- | ------------------ | ------------------- | ---------- |
| Михама-1   | PWR, W (2-loop) | 320 МВт  | 340 МВт  | 01.02.1967           | 29.07.1970 | 08.08.1970         | 28.11.1970          | 27.04.2015 |
| Михама-2   | PWR, M (2-loop) | 470 МВт  | 500 МВт  | 29.05.1968           | 10.04.1972 | 21.04.1972         | 25.07.1972          | 27.04.2015 |
| Михама-3   | PWR, M (3-loop) | 780 МВт  | 826 МВт  | 07.08.1972           | 28.01.1976 | 19.02.1976         | 01.12.1976          | —          |